# Bomdeling
Bomdeling (ook wel gespeld als Bumdeling of Bumdelling) is een plaats in het noorden van Bhutan. Het ligt in het noorden van het district Trashiyangtse.

## Referentie
- Armington, S. (2002) Bhutan. (2e editie) Melbourne: Lonely Planet.